# ドーパント
ドーパント（英語: dopant）とは、半導体にドーピングされる不純物のこと。元素によりドナーもしくはアクセプター、あるいは、深い準位となる。このドーパントの注入により、N型半導体もしくはP型半導体の作成が可能である。

## ドーパントによる準位の形成

### ドナー
ドナー（donor）には、V族やVI族など、一般に半導体を構成するIV族より最外殻電子が多い元素が使用されることが多い。ドーピングされたドナー原子は、IV族原子と結合する際に正帯電し、余剰となった電子を自由電子として放出する。この自由電子がキャリアとして伝導に寄与する。このような原理から、電子を「提供する」ものの意味でドナーと名づけられている。
バンド構造では、禁制帯の伝導帯近傍にドナー準位が形成され、フェルミ準位はドナー準位近傍に固定され、熱励起により、電子を放出する。

### アクセプター
アクセプター（acceptor）にはIII族やII族など、一般に半導体を構成するIV族より最外殻電子が少ない元素が使用されることが多い。ドーピングされたアクセプター原子は、IV族原子と結合する際に負帯電し、不足する電子を擬似的に正電荷を持った荷電粒子である正孔（ホール）として放出する。この正孔がキャリアとして伝導に寄与する。このような原理から、電子を「受け入れる」ものの意味でアクセプターと名づけられている。バンド構造では、禁制帯の価電子帯近傍にアクセプター準位が形成され、フェルミ準位はアクセプター準位近傍に固定され、熱励起により、ほとんどが電離する。

### 深い準位
ドーピングされた不純物による準位が伝導帯や価電子帯に近ければ、ドーパント原子は、ドナーやアクセプターとして振舞うが、禁制帯の中央付近や、熱励起によるエネルギーを越えるエネルギーに準位を形成する場合、深い準位となる。バンド図においては、禁制帯の中央もしくは、伝導帯や価電子帯近くでも、熱励起のエネルギーより深いエネルギーに準位が形成される。ほとんどは電離せず、電圧の印加や温度の上昇により、電子やホールを放出する。これらの準位は電子デバイスにおける不安定性の原因となっている。